# Darcy Conyers
Darcy Conyers, connu également sous le nom D'Arcy Conyers, est un acteur et un réalisateur britannique né le 19 juillet 1919 au Tanganyika (actuellement la Tanzanie) et mort en novembre 1973.

## Biographie
Il commence par une carrière d'acteur avant de réaliser des films.

## Filmographie (sélection)

### comme acteur
- 1948 : Bond Street (en) de Gordon Parry : employé de banque
- 1949 : Golden Arrow de Gordon Parry : officier dans le night-club
- 1949 : Ma gaie lady (Trottie True) de Brian Desmond Hurst : Claude
- 1949 : The Jack of Diamonds (en) de Vernon Sewell : Colin Campbell
- 1952 : Wings of Danger de Terence Fisher : officier de transmissions
- 1950 : Ha'penny Breeze de Frank Worth : Richard Martin
- 1955 : The Time of His Life (en) de Leslie S. Hiscott : James Morgan
- 1955 : The Blue Peter (en) de Wolf Rilla : Hunter

### comme réalisateur
- 1959 : The Night We Dropped a Clanger (en)
- 1961 : Nothing Barred (en)
- 1961 : The Night We Got the Bird (en)
- 1961 : In the Doghouse

### comme scénariste
- 1950 : Ha'penny Breeze de Frank Worth : Richard Martin
- 1961 : The Night We Got the Bird (en)